# Ciro di Pers

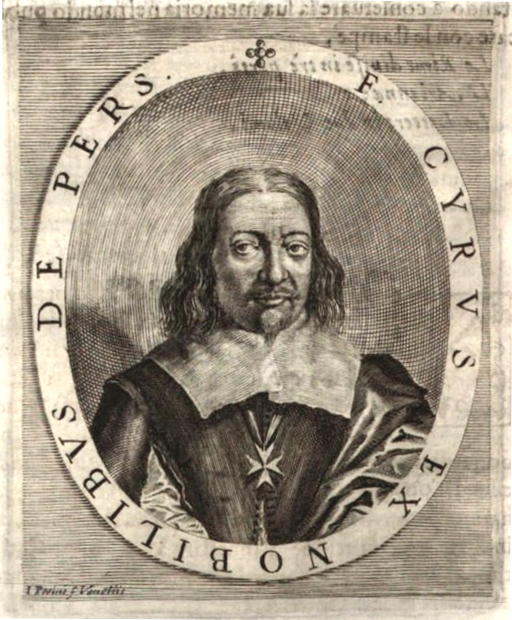
Ciro di Pers

Ciro di Pers (* 17. April 1599 in der Stammburg von Pers (in der Nähe des heutigen Majano) im Friaul-Gebiet von Udine; † 7. April 1663 ebenda) war ein italienischer Dichter.

## Leben
Als einziger Sohn der Adligen Giulio Antonio und Ginevra Colloredo wurde er in der Stammburg von Pers (in der Nähe des heutigen Majano) im Friaul-Gebiet von Udine geboren. Unter der Leitung des Humanisten Igino di Maniàco erhielt er in Gemona die ersten literarischen Grundlagen und studierte insbesondere Vergil, Horaz und Tasso. Ab 1613 war er fünf Jahre lang an der Universität Bologna, wo er philosophische und theologische Studien betrieb und intensive Kontakte zu Claudio Achillini, Girolamo Preti und anderen wichtigen Persönlichkeiten der literarischen Welt pflegte. Nach dem Tod seines Vaters kehrte er nach Pers zurück und verliebte sich in eine junge Verwandte, Taddea di Colloredo, deren Heiratsantrag jedoch abgelehnt wurde. Die Enttäuschung veranlasste ihn, den Beitritt zum Souveräner Malteserorden zu beantragen, der ihn im Frühjahr 1626 nach der üblichen genealogischen Prüfung in seine Reihen aufnahm. Anschließend reiste er nach Pisa und machte Halt in Venedig, wo er sich mit Pietro Michiele anfreundete, in Ferrara, in Bologna, wo er Fulvius Testi traf, und in Florenz. In Pisa angekommen, schiffte er sich nach Malta ein, wo er im Mai 1627 landete. Nach zweieinhalbjährigem Dienst auf der Insel, in dem er sich aktiv an Militärmissionen gegen die Türken beteiligte, erhielt er von hier aus die Erlaubnis zur Rückführung nach Persien Nach dem Tod seiner Mutter (1633) zog er nach San Daniele. In den folgenden Jahren zog es Ciro nach Venedig, wo er Mitglied der Accademia degli Incogniti war, und nach Udine, wo er ab 1658 begann, den Hof von Giovanni Dolfin, dem Patriarchen von Aquileia, zu besuchen. Im Jahr 1650 finden war er auf einer Pilgerreise nach Loreto und zwischen 1655 und 1657 in Rom und Bologna. Ungefähr im Laufe des Jahrzehnts begann er unter ernsthaften gesundheitlichen Problemen zu leiden, die durch einen behindernden Stein verursacht wurden. Er starb am 7. April 1663 in seinem Heimatschloss.

## Werke
Obwohl eine gewisse episodische Verbreitung der Reime des Ciro di Pers bereits im Jahr 1638 bezeugt ist, gelangte das gesamte poetische Korpus posthum in die Presse. Die ersten beiden Ausgaben von Ciros Gedichten erschienen tatsächlich 1666 in Florenz, durch die fürsorgliche Betreuung eines Cousins des Dichters, Carlo di Pers, und in Vicenza (Poesie del cavalier fra’ Ciro di Pers, Firenze, All’insegna della stella, 1666, und Poemi del cavalier fra’ Ciro di Pers, Vicenza, Giacomo Amadio, 1666). Sie waren die ersten einer langen Reihe von Ausgaben und Nachdrucken (über ein Dutzend), die in der reichen venezianischen Ausgabe von 1689 gipfelten, eingeleitet durch ein „Vita del Cavalier fra’ Ciro, signore di Pers“ (Poesie del cavalier fra’ Ciro di Pers, dedicate alla sacra cesarea maestà di Leopoldo imperatore augusto pio pannonico, Venezia, Andrea Poletti, 1689).
Ciro di Pers war auch an der Komposition dramatischer Werke beteiligt, wie die um 1659 geschriebene Tragödie „L’umiltà esaltata, ovvero Ester regina“ beweist, die 1664 in der Erstausgabe in Bassano veröffentlicht und auch in der venezianischen Ausgabe von 1689 wieder vorgeschlagen wurde.
Insgesamt umfasst Ciros Gedichtband mehr als dreihundertfünfzig Kompositionen, überwiegend Sonette, die das gesamte thematische Spektrum der Barockoper abdecken. Neben den Liebesgedichten, unter denen diejenigen für Colloredo hervorstechen (gesungen mit dem Heteronym „Nicea“), finden wir bürgerliche Gedichte wie die Lieder für das „niedergeschlagene“ und „katastrophale“ Italien, Meditationen über den Tod, Gelegenheitsverse und Gedichte darüber religiöse und moralische Themen. Ein nicht unerheblicher Teil seines dichterischen Schaffens ist von einem ausgeprägten Gefühl der Vergänglichkeit der Zeit und der Unsicherheit des menschlichen Daseins durchdrungen, dekliniert entsprechend den charakteristischen Formen der barocken Sprache, mit einer ganz besonderen ethischen Spannung und Ausdrucksintensität. Auch aus diesem Grund wird Pers’ Poesie manchmal als eine der reifsten und bedeutendsten Manifestationen der italienischen lyrischen Kunst des 17. Jahrhunderts bezeichnet.